# پل ابراهیم‌آباد
پل ابراهیم‌آباد مربوط به دوره صفوی است و در اردبیل، محله‌های اوچدکان و ابراهیم‌آباد واقع شده و این اثر در تاریخ ۷ مهر ۱۳۸۱ با شمارهٔ ثبت ۶۲۳۵ به‌عنوان یکی از آثار ملی ایران به ثبت رسیده است.
«پل ابراهیم آباد ازپل های دوره صفوی اردبیل است که درابتدای کوچه ابراهيم آباد بر روی رودخانه بالیقلوساخته شده است. این اثرکه درتاریخ ۷ مهر1۳۸۱ با شماره ثبت ۶۲۳۵ درفهرست آثارملی ایران به ثبت رسیده است دارای ۳۶.۷۵ متر طول  ۳ مترعرض و۵ متر بلندی است. این پل سه چشمه طاق بزرگ آجری به فرم جناغی دارد. دوچشمه طاق کوچک جناغی نیز به درون پل راه باز کرده اند که علاوه بر کاهش وزن وارده بر دیواره ها ، بر زیبایی پل نیز افزوده اند. چهارمیل کوتاه راهنما دردو سوی پل آن را دربرگرفته وزیباترکرده اند.پایه ها دارای موج شکن هایی است که در هر دو سوی پل به شکل مثلثی اند مصالح ساختمانی به کار رفته در پایه ها سنگ است و در طاقها آجر به همراه ملات گچ و آهک»..